# Sainte-Cécile (Mancha)
Sainte-Cécile é uma comuna francesa na região administrativa da Normandia, no departamento Mancha. Estende-se por uma área de 11,32 km². Em 2010 a comuna tinha 818 habitantes (densidade: 72,3 hab./km²).